# Marumba amboinicus
Espèce
Marumba amboinicus est une espèce de lépidoptères appartenant à la famille des Sphingidae, à la sous-famille des Smerinthinae, à la tribu des Smerinthini et du genre Marumba.

## Distribution
Sud-est asiatique tout particulièrement en Indonésie et aux Philippines.

## Biologie
Les chenilles se développent sur les litsées, Machilus, et sur le genre Phoebe.

## Systématique
L'espèce Marumba amboinicus a été décrite par l'entomologiste anglais Cajetan Freiherr von Felder en 1861 sous le nom de Smerinthus amboinicus . 

### Synonymie
- Smerinthus amboinicus C. Felder, 1861 Protonyme

### Taxinomie
Liste des sous-espèces.
- Marumba amboinicus amboinicus (Indonésie (Céram, Ambon, Sulawesi), Philippines)
- Marumba amboinicus celebensis Rothschild & Jordan 1903 (Sulawesi)
- Marumba amboinicus luzoni Clark 1935 (Philippines)
- Marumba amboinicus rothschildi Huwe 1906 (Bacan)